# Mario Andrea Bartolini
Mario Andrea Bartolini (Porano, 30 novembre 1930 – Terni, 25 gennaio 2019) è stato un politico e sindacalista italiano.

## Biografia
Nel sindacato è stato dal 1962 segretario generale della Camera del Lavoro di Terni e poi segretario regionale della CGIL umbra. In politica è stato Assessore alla Provincia di Terni e dirigente politico del PCI, con cui è stato eletto deputato per tre legislature consecutive, restando in carica dal 1972 al 1983. Negli anni '90 ha militato in Rifondazione Comunista e poi dal 1998 nel PdCI, di cui è stato anche Presidente del comitato politico regionale umbro.
Per circa un quarto di secolo è stato presidente del consiglio direttivo dell’Automobile Club provinciale di Terni,. Nel mese di novembre del 2016 anno viene eletto presidente dell’Aci regionale dell'Umbria.
Fortemente attivo anche in ambito sociale e sui temi della sanità e del sostegno agli anziani, è deceduto a Terni il 25 gennaio 2019, all'età di 88 anni.